# فان فان خاي
فان فان خاي (بالفيتنامية: Phan Văn Khải)‏ (و. 1933 – 2018 م) هو سياسي، من فيتنام، توفي في هو تشي منه، عن عمر يناهز 85 عاماً.

## مناصب
تولى منصب رئيس وزراء فيتنام، ونائب رئيس وزراء فيتنام ‏، وعضو الجمعية الوطنية الفيتنامية.

## التعليم
تعلم في جامعة موسكو الحكومية.

## الخدمة العسكرية
خدم في فيت كونغ.

## جوائز
حصل على جوائز منها:
- نيشان النجمة الذهبية.

## روابط خارجية
- فان فان خاي على موقع مونزينجر (الألمانية)